# Massa-lichtkrachtrelatie

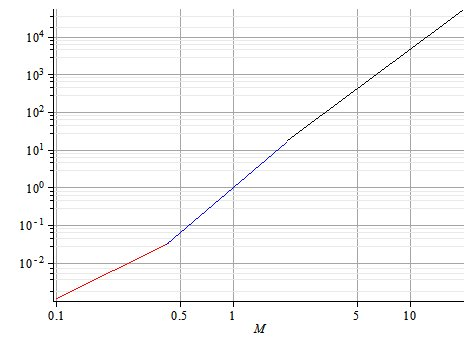
Massa-lichtkrachtrelatie voor hoofdreekssterren tot een massa van 20 zonsmassa. Beide assen zijn logaritmisch verdeeld. De verticale as is in eenheden van de lichtkracht van de zon, de horizontale as in eenheden van de massa van de zon.

De massa-lichtkrachtrelatie is een vergelijking uit de astrofysica die een verband geeft tussen de massa van een hoofdreeksster en haar lichtkracht. De relatie is gebaseerd op waarnemingen maar kan ook theoretisch worden verklaard.

## Relaties voor verschillende massa-intervallen
De relatie is van de vorm:
{\displaystyle {\frac {L}{L_{\odot }}}=K\left({\frac {M}{M_{\odot }}}\right)^{a}}
waarbij {\displaystyle L_{\odot }} en {\displaystyle M_{\odot }} de lichtkracht en de massa van de zon zijn en waarbij {\displaystyle K} en {\displaystyle a} constanten zijn. Meer bepaald geldt voor {\displaystyle a}: 1 < {\displaystyle a} < 6.
Onderstaande relaties bevatten goede benaderingen voor de aangegeven massa's van sterren uit de hoofdreeks:
{\displaystyle {\frac {L}{L_{\odot }}}\approx .23\left({\frac {M}{M_{\odot }}}\right)^{2.3}\qquad M<0,43M_{\odot }}
{\displaystyle {\frac {L}{L_{\odot }}}=\left({\frac {M}{M_{\odot }}}\right)^{4}\qquad \qquad 0,43M_{\odot }<M<2M_{\odot }}
{\displaystyle {\frac {L}{L_{\odot }}}\approx 1.5\left({\frac {M}{M_{\odot }}}\right)^{3.5}\qquad 2M_{\odot }<M<20M_{\odot }}
{\displaystyle {\frac {L}{L_{\odot }}}\varpropto {\frac {M}{M_{\odot }}}\qquad \qquad \qquad M>20M_{\odot }}
Voor sterren met een massa lager dan 0,43 {\displaystyle L_{\odot }} is convectie vrijwel de enige vorm van energietransport, waardoor de relatie tussen massa en lichtkracht drastisch anders is dan voor zwaardere sterren. Anderzijds, bij zware sterren met een massa boven 20 {\displaystyle M_{\odot }} wordt de relatie een evenredig verband. Dit is een gevolg van het toenemend belang van stralingsdruk in deze massieve sterren. Bovenstaande betrekkingen werden empirisch bepaald aan de hand van de massa's van leden van dubbelsterren waarvan de afstand nauwkeurig bekend is. Door voor voldoende sterren de helderheid en de massa een logaritmische schaal te plotten ontstaat een lineair verband en kan uit de helling van de rechte de waarde van {\displaystyle a} worden bepaald. In werkelijkheid liggen de sterren in zo'n diagram niet op een nauwe lijn, maar op een strook. Dit komt doordat de lichtkracht van een ster ook tijdens haar hoofdreeksfase niet geheel constant is, maar langzaam toeneemt. Daarnaast veroorzaken kleine verschillen in metaliciteit, het gehalte aan elementen zwaarder dan helium, ook kleine verschillen in helderheid. Dit effect is bijvoorbeeld merkbaar bij de sterren van de Magelhaense wolken, waar de metaliciteit een stuk lager ligt dan in de Melkweg. Om dezelfde reden is de massa-lichtkrachtrelatie gebaseerd op de hoofdreekssterren van de Melkweg niet zonder meer bruikbaar voor sterren in andere extragalactische sterrenstelsels.

## Gebruik
De massa-lichtkrachtrelatie wordt onder meer gebruikt om de massa's van de componenten van een dubbelster te bepalen, indien de afstand te groot is om rechtstreeks te worden gemeten door middel van de parallax, dus in essentie door middel van driehoeksmeting. De methode van de dynamische parallax is een iteratieve berekening die gebruikmaakt van de schijnbare magnitude van de twee componenten van de dubbelster, hun onderlinge schijnbare hoekafstand en hun omwentelingsperiode. Behalve deze waarnemingsgegevens gebruikt de methode eveneens de massa-lichtkrachtrelatie. De details van deze methode en een voorbeeld staan beschreven in het desbetreffende artikel over de dynamische parallax.